# صدرالدین نجم‌الدین
صدرالدین نجم‌الدین (تاجیکی: Садриддин Наҷмиддин؛ زاده ۱۹ ژانویه ۱۹۸۰)
مطرح‌ترین خوانندهٔ مرد موسیقی پاپ تاجیکستان است.  شانزده سالش بود که وارد صحنهٔ موسیقی شد و در سن هجده سالگی اولین آلبومش «عشق تو» را وارد بازار موسیقی پاپ تاجیکستان کرد. او که تاکنون ۱۱ آلبوم موسیقی ارائه کرده. سبک و سیاق هنرنمایی‌اش هم به‌شدت تحت تأثیر مکتب کرامت‌الله قربان‌اف بود. سال‌های اخیر آهنگ‌ها و نماهنگ‌هایش را در لس‌آنجلس و با همکاری هنرمندان ایرانی و افغان تهیه می‌کند